# Division I i ishockey 1948/1949
Division I i ishockey 1948/1949 femte säsongen med division I som högsta serien inom ishockey i Sverige. Säsongen blev händelserik för ishockeyn då det spelades VM i ishockey i Stockholm. I efterhand betraktas detta VM ofta som ishockeyns slutliga seger över bandyn i Sverige.
Division I spelades i två grupper med sex lag och tio omgångar vardera. I den norra gruppen segrade fjolårets överraskning Gävle Godtemplares IK utan förluster. I den södra gruppen utmanade nykomlingen Djurgårdens IF klassiska Hammarby IF om seriesegern men fick ge sig till slut. Den andra nykomlingen Forshaga slutade på en tredjeplats. Södergruppsvinnaren Hammarby IF vann seriefinalen mot norrgruppsvinnaren Gävle GIK, men det behövdes en förlängning för att nå avgörandet. Svenska mästerskapet ställdes in denna säsong på grund av att VM spelades i Stockholm.

## Poängtabeller
Division I Norra
| Nr | Lag                  | S  | V | O | F | GM | IM | MS  | P  |
| -- | -------------------- | -- | - | - | - | -- | -- | --- | -- |
| 1  | Gävle GIK            | 10 | 6 | 4 | 0 | 34 | 23 | +11 | 16 |
| 2  | Södertälje SK        | 10 | 6 | 2 | 2 | 42 | 23 | +19 | 14 |
| 3  | AIK                  | 10 | 3 | 4 | 3 | 35 | 27 | +8  | 10 |
| 4  | UoIF Matteuspojkarna | 10 | 3 | 2 | 5 | 29 | 43 | −14 | 8  |
| 5  | Leksands IF          | 10 | 3 | 1 | 6 | 34 | 44 | −10 | 7  |
| 6  | Mora IK              | 10 | 2 | 1 | 7 | 18 | 32 | −14 | 5  |

Division I Södra
| Nr | Lag            | S  | V | O | F | GM | IM | MS  | P  |
| -- | -------------- | -- | - | - | - | -- | -- | --- | -- |
| 1  | Hammarby IF    | 10 | 9 | 0 | 1 | 67 | 27 | +40 | 18 |
| 2  | Djurgårdens IF | 10 | 7 | 1 | 2 | 55 | 26 | +29 | 15 |
| 3  | Forshaga IF    | 10 | 4 | 2 | 4 | 34 | 33 | +1  | 10 |
| 4  | IK Göta        | 10 | 4 | 0 | 6 | 35 | 40 | −5  | 8  |
| 5  | Västerås IK    | 10 | 2 | 0 | 8 | 26 | 60 | −34 | 4  |
| 6  | Surahammars IF | 10 | 1 | 0 | 9 | 21 | 52 | −31 | 2  |

## Seriefinal
- Gävle GIK-Hammarby IF 4-2
- Hammarby IF-Gävle GIK 3-1, målskillnad efter två matcher 5–5, Hammarby vinner förlängningen med 3-0 och vinner finalen.[3]